# Monastère de la Sainte-Trinité de l'Île-du-Lac
Le monastère de la Sainte-Trinité de l'Île-du-Lac (Свято-Троицкий Островоезерский монастырь) est un monastère de l'Église orthodoxe russe situé en Russie dans une des petites îles du lac Vozmenskoïe, près de la ville de Vorsma dans l'oblast de Nijni Novgorod. Il est dédié à la sainte Trinité.

## Histoire
Le monastère a été fondé à la fin du XVIe siècle par le moine Macaire dans l'ouïezd de Gorbatovo de l'éparchie de Nijni Novgorod, près du village de Vorsma, à 58 km de Nijni Novgorod.
Le monastère est installé sur un îlot du lac près de Vorsma, ce qui explique son nom de monastère de l'Île-du-Lac. Du côté oriental, la rivière Doskinskaïa se jette dans le lac, à l'ouest, la rivière Kichma et au sud et au nord, le monastère est bordé par le lac de Vorsma, possédant de nombreux îlots envahis d'arbustes, de roseaux et d'herbe.
De 1588 à 1743, plusieurs générations de princes Tcherkasski sont protecteurs et constructeurs du monastère. Ils font construire des églises de bois, puis des églises de pierre, ainsi que le bâtiment des cellules des moines et les remparts.
En 1682, le métropolite Paul de Nijni Novgorod lui octroie la permission de faire construire une église d'hiver (chauffée) dédiée à saint Michel Maleïnos et de remplacer les églises de bois par des églises de pierre. Les princes Tcherkassi font reconstruire le monastère en pierre au XVIIe siècle et le prince Boris Tcherkasski fait don d'une icône de Notre-Dame de Kazan.
À partir de 1743, plusieurs générations de la famille Cheremetiev fournissent au monastère non seulement les terres aux moines, mais aussi des vivres, de l'argent, du bois, ainsi que divers matériaux pour la construction de la sacristie.
Le monastère qui avait survécu depuis la Révolution d'Octobre comme exploitation collective est supprimé au début des années 1930. Les remparts sont démolis dans les années 1930 et deux de ses églises sont démolies: celle de la Sainte-Trinité et celle de Notre-Dame-de-Kazan. Le bâtiment des moines est conservé, mais tombe à l'abandon; il subsiste aussi quelques fragments des remparts et l'église-porte Saint-Michel-Maleïnos. En 1995, l'ensemble est inscrit au patrimoine architectural.

## Renaissance du monastère

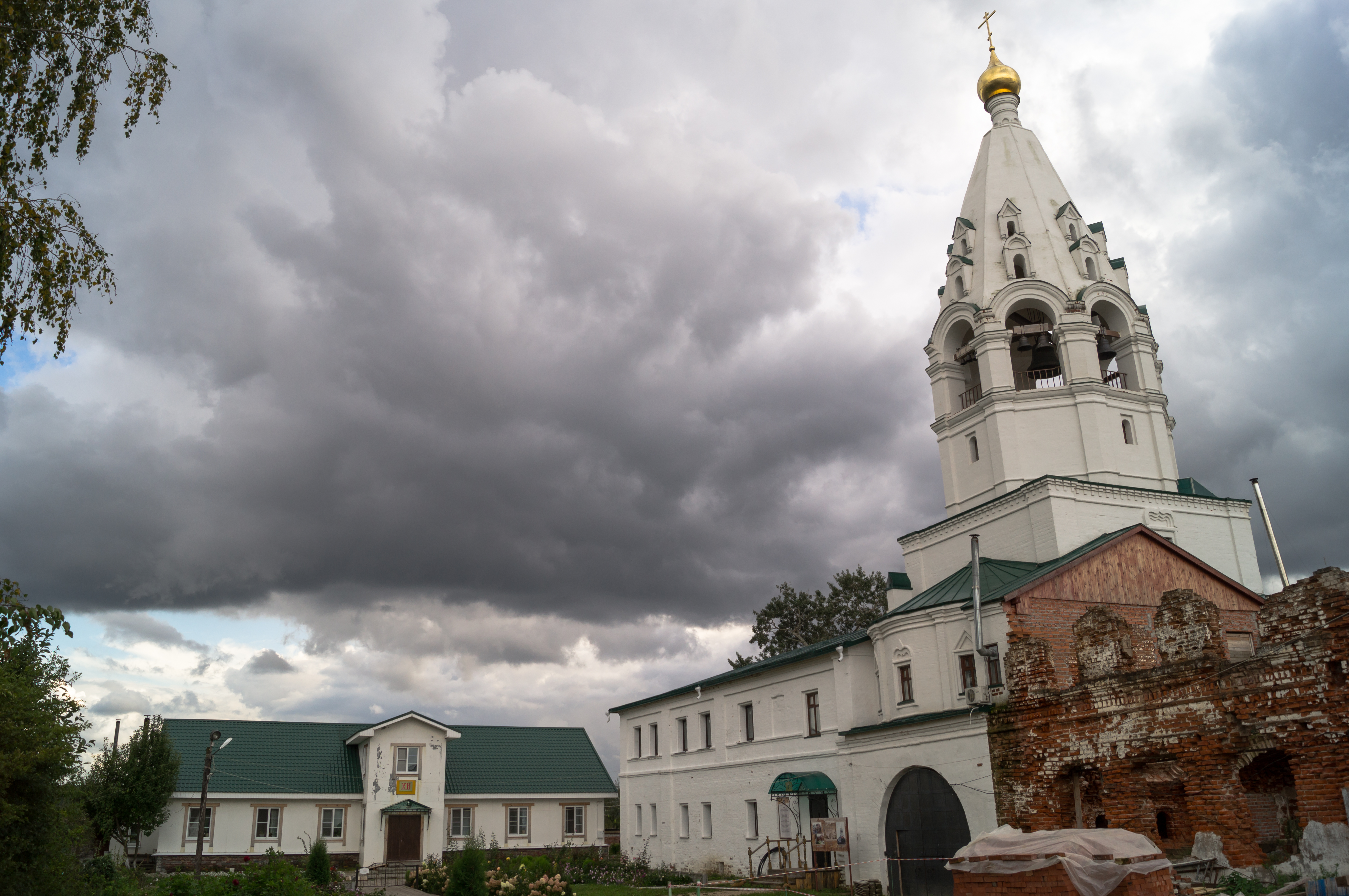
Vue de l'église-porte Saint-Michel-Maleïnos en 2013.

Dès 2007, des décisions sont prises en vue de la renaissance du monastère. Des prières régulières sont organisées sur place à partir du 16 avril 2007 et dans l'année une des tours des remparts est restaurée pour y installer une chapelle.
Le 3 juillet 2008, l'archevêque Georges de Nijni Novgorod donne la permission à la moniale Josèphe (Egassova) de « s'occuper du monastère renaissant » et lui donne sa bénédiction pour accueillir des sœurs désireuses de suivre la voie monastique.Une maison est louée à proximité pour accueillir les sœurs et les travaux commencent en s'appuyant sur des documents d'archives.
L'archevêque Georges bénit le 30 décembre 2008 les premières cellules des moniales, occupant une petit bâtiment de bois à un étage, près du monastère
Le 31 mai 2009, l'archevêque Georges donne sa bénédiction pour effectuer des prières avec un acathiste au monastère trois fois par semaine.
Le 7 juin 2009, fête de la Sainte Trinité, à l'emplacement de l'église démolie de la Sainte-Trinité, une célébration de prières est organisée, et une croix est érigée à  l'emplacement de l'ancien autel.

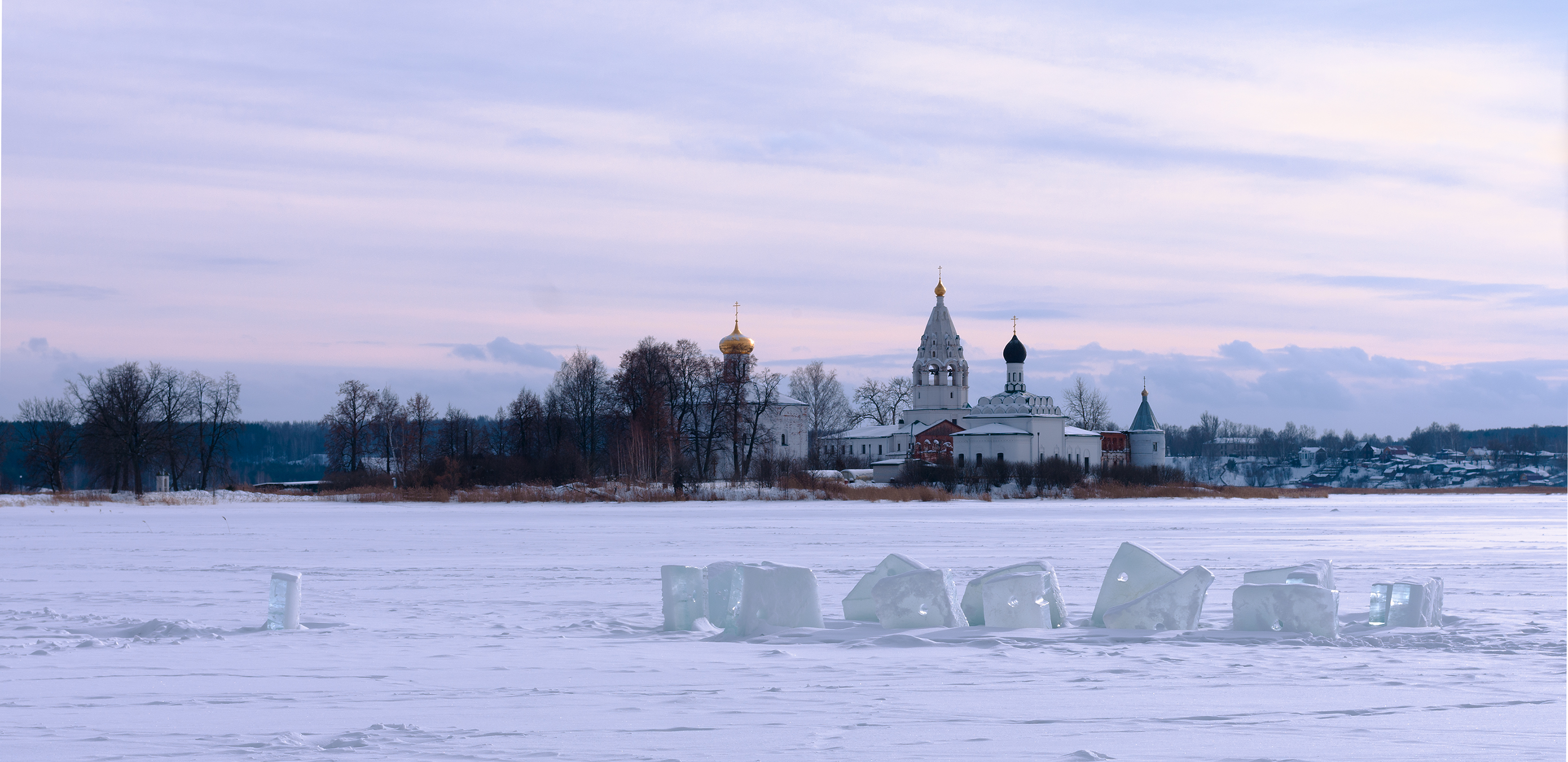
Ensemble monastique après travaux de restauration (février 2017).

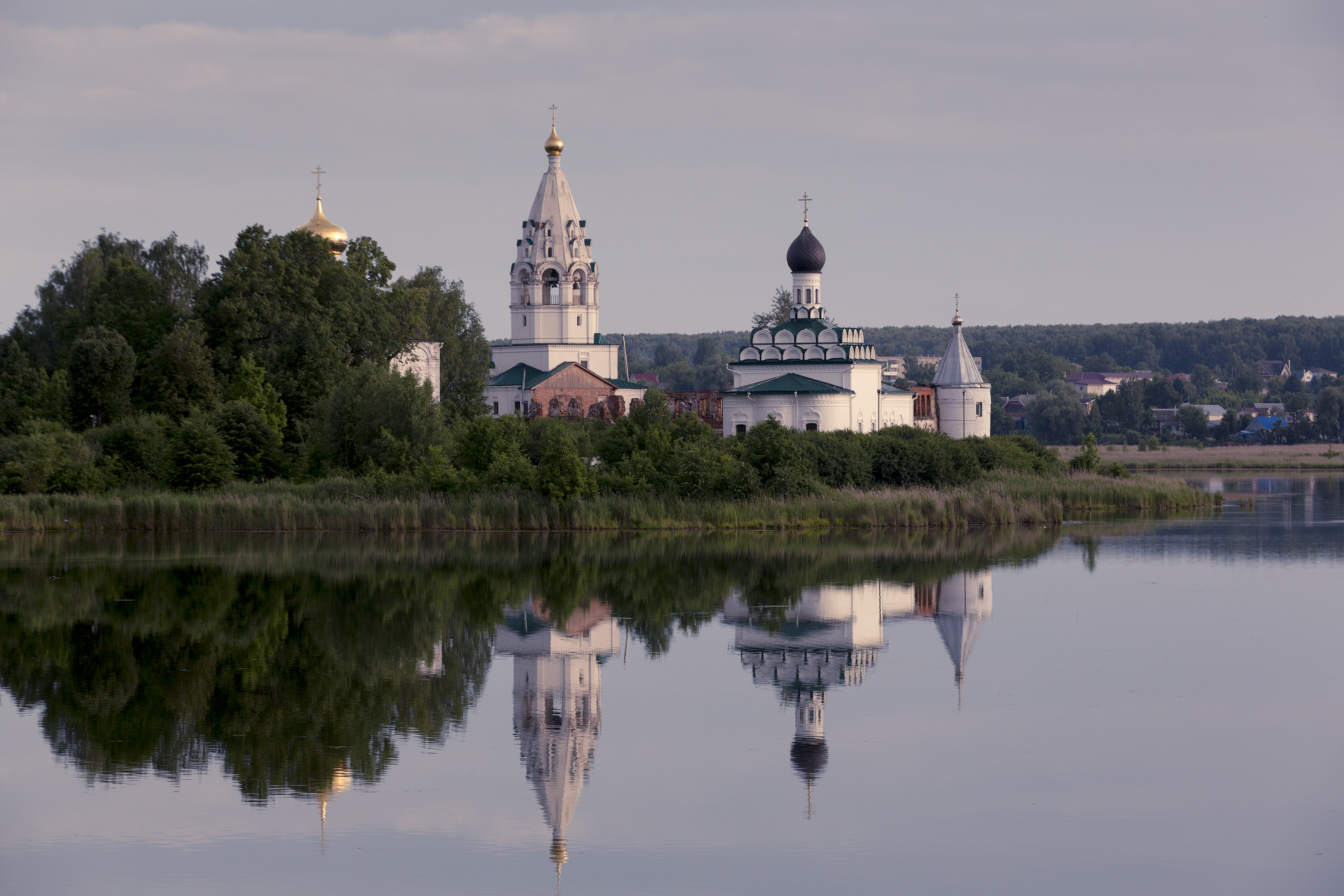
Vue du monastère en juillet 2017.

Le 31 décembre 2009, l'église Saint-Michel-Maleïnos restaurée est consacrée.
En janvier 2010, les spécialistes de l'atelier Kovtcheg livrent les icônes pour l'iconostase de l'église-porte Saint-Michel-Maleïnos. L'iconostase est conçue selon le style russe du XVe siècle, les icônes sont réalisées sur fond d'or avec des ornementations sculptées. L'iconostase est montée au printemps et la peinture des fresques murales commence. Des bénévoles de l'association moscovite Restavros se joignent aux travaux de préparation: acheminement des matériaux de construction sur l'ilot et débroussaillage. Les autorités administratives du raïon de Pavlovo procèdent à la réparation du pont sur le lac.
Au début de l'année 2010, il y a deux moniales qui y habitent: la prieure Josèphe et son assistante Galina. Au printemps 2010, les travaux du clocher de l'église Saint--Michel-Maleïnos commencent; il s'agit du point le plus élevé du monastère. À la même époque, les travaux de reconstruction de l'église-catholicon de la Sainte-Trinité commencent à leur tour. L'archevêque Georges, le 28 juin suivant, bénit la première pierre du catholicon. Les croix des coupoles du catholicon sont bénies le 3 novembre 2010.
L'archevêque Georges rend visite au monastère le 30 juin 2011 et y bénit la croix de l'entrée du monastère. En outre, une petite chapelle au bord du lac est consacrée à l'icône du Mont Athos de la Théotokos Économissa (Οικονόμισσα). Il revient le 12 août suivant pour suivre les travaux du catholicon, de la restauration du bâtiment des cellules et de l'installation du chauffage central  et examine aussi la question de la reconstruction de l'église Saint-Nicolas de Vorsma.
L'église de la Sainte-Trinité reconstruite accueille la première liturgie divine le 18 septembre 2011, et les reliques du fondateur Macaire retournent au monastère. Le 4 juin 2012, l'évêque de Vyksa, Barnabé (Baranov), bénit la première pierre de l'église Notre-Dame-de-Kazan.
Le monastère dépend aujourd'hui de l'éparchie de Vyksa et du monastère d'Ababkovo.